# 우메다 다카시
우메다 다카시(일본어: 梅田 高志, 1976년 5월 30일 ~ )는 일본의 전 축구 선수이다.

## 구단 경력
과거 오이타 트리니타, FC 기후에서 활동하였다.